# Табуре
Табуре (фр. tabouret) ниска је преносива сједељка без наслона. Има једну, двије или три ноге, а новији су најчешће облика квадра или ваљка често са точкићима за кретање.

## Историја
Име долази од старофранцуске ријечи tabur која означава бубањ.
Ниске сједељке са двије или три ноге су биле познате кроз историју и користили су их сточари и сељаци при мужењу стоке. На европске дворове први табуреи су стигли у 17. вијеку за вријеме владавине Луја XIV. На двору у Версају се тада доста улагало у умјетност и разне врсте декоративних предмета. Ипак, табуре је био много више од декоративног комада намјештаја. Посједовање табуреа је значило да особа има право да сједи пред краљем што је било привилегија за ријетке. Ниски табуре у односу на краљевски трон је означавао однос краља и поданика. Табуреи су имали закривљене ноге, а оквир им је био од метала који је био позлаћен. Мјесто за сједење је било прекривено украшеном тканином.

## Табуре данас
Данас се табуреи могу наћи у много различитих облика. Поред оних са двије или три ноге постоји и печурка табуре који има само једну ширу ногу, табуре у облику квадра или ваљка, там-там табуре који је у облику источњачких музичких инструмената гонга и бубња.
Табуреи у облику квадра или ваљка се праве тако што се на основу која је од метала, дрвета или јаче пластике ставља се пуњење од памука, спужве или сличних материјала, а затим се опшива тканином, синтетиком или кожом.